# Golden Days Diamond Nights
Golden Days Diamond Nights è il secondo (e ultimo dei Nite City) album a nome di Ray Manzarek's Nite City, pubblicato dalla 20th Century Records nel 1978. Il disco fu registrato al Davlen Sound Studios di Los Angeles, California (Stati Uniti).

## Tracce
Lato A
1. Riding on the Wings of Love – 3:38 (Jimmy Hunter, Paul Warren, Ray Manzarek)
2. The Dreamer – 6:21 (Paul Warren, Ray Manzarek)
3. Holy Music – 5:04 (Paul Warren, Champion)
4. Ain't Got the Time – 3:13 (Nigel Harrison, Ray Manzarek)

Lato B
1. Die High – 4:49 (Paul Warren)
2. Blinded by Love – 4:39 (Noah James, Paul Warren)
3. Barcelona – 3:29 (Nigel Harrison)
4. America – 8:33 (Ray Manzarek)

## Musicisti
- Ray Manzarek - tastiere, voce
- Paul Warren - chitarra, voce solista
- Nigel Harrison - basso
- Jimmy Hunter - batteria, accompagnamento vocale